# Glyphicnemis profligator
Glyphicnemis profligator là một loài tò vò trong họ Ichneumonidae.